# Alpine Ski-Juniorenweltmeisterschaften 2009
Die 28. Alpinen Ski-Juniorenweltmeisterschaften fanden von 28. Februar bis 8. März 2009 in Garmisch-Partenkirchen statt. Abfahrt, Super-G und Riesenslalom wurden auf der Kandahar-Strecke in Garmisch durchgeführt, die Slalomläufe auf dem Gudiberg mit Ziel im Olympia-Skistadion Partenkirchen. Verantwortlich für die Planung und Umsetzung der Juniorenweltmeisterschaft war das Organisationskomitee der Weltmeisterschaften 2011.

## Männer

### Abfahrt
| Platz | Land | Sportler      | Zeit (min) |
| ----- | ---- | ------------- | ---------- |
| 1     | ITA  | Andy Plank    | 1:39,06    |
| 2     | ITA  | Dominik Paris | 1:39,18    |
| 3     | FIN  | Andreas Romar | 1:39,32    |
| 4     | SUI  | Sepp Gerber   | 1:39,43    |
| 5     | AUT  | Björn Sieber  | 1:39,76    |
| 6     | USA  | Wiley Maple   | 1:39,92    |

Datum: 4. März

### Super-G
| Platz | Land | Sportler         | Zeit (min) |
| ----- | ---- | ---------------- | ---------- |
| 1     | AUT  | Manuel Kramer    | 1:16,64    |
| 2     | AUT  | Marcel Hirscher  | 1:17,05    |
| 3     | ITA  | Dominik Paris    | 1:17,18    |
| 4     | USA  | Will Gregorak    | 1:17,47    |
| 5     | ITA  | Riccardo Tonetti | 1:17,56    |
| 6     | SUI  | Sepp Gerber      | 1:17,84    |

Datum: 4. März

### Riesenslalom
| Platz | Land | Sportler              | Zeit (min) |
| ----- | ---- | --------------------- | ---------- |
| 1     | FRA  | Alexis Pinturault     | 2:18,49    |
| 2     | AUT  | Björn Sieber          | 2:18,95    |
| 3     | AUT  | Marcel Hirscher       | 2:19,17    |
| 4     | FRA  | Victor Muffat-Jeandet | 2:20,16    |
| 5     | SUI  | Gabriel Anthamatten   | 2:21,13    |
| 6     | ITA  | Luca De Aliprandini   | 2:21,40    |

Datum: 5. März

### Slalom
| Platz | Land | Sportler                | Zeit (min) |
| ----- | ---- | ----------------------- | ---------- |
| 1     | NOR  | Jesper Riis-Johannessen | 1:20,78    |
| 2     | USA  | Tommy Ford              | 1:21,29    |
| 3     | USA  | Nolan Kasper            | 1:21,32    |
| 4     | FRA  | Victor Muffat-Jeandet   | 1:21,36    |
| 5     | FRA  | François Place          | 1:21,61    |
| 5     | AUT  | Thomas König            | 1:21,61    |

Datum: 6. März

### Kombination
| Platz | Land | Sportler               | Punkte |
| ----- | ---- | ---------------------- | ------ |
| 1     | SUI  | Sepp Gerber            | 58,23  |
| 2     | ITA  | Dominik Paris          | 58,64  |
| 3     | ITA  | Giovanni Borsotti      | 63,60  |
| 4     | GER  | Andreas Sander         | 66,27  |
| 5     | SWE  | Tim Lindgren           | 85,95  |
| 6     | NOR  | Andreas Willumsen Haug | 91,02  |

Datum: 6. März
Die Kombination besteht aus der Addition der Ergebnisse aus Abfahrt, Riesenslalom und Slalom.

## Frauen

### Abfahrt
| Platz | Land | Sportlerin              | Zeit (min) |
| ----- | ---- | ----------------------- | ---------- |
| 1     | FRA  | Marine Gauthier         | 1:19,60    |
| 2     | NOR  | Lotte Smiseth Sejersted | 1:20,08    |
| 3     | AUT  | Nicole Schmidhofer      | 1:20,14    |
| 4     | USA  | Alice McKennis          | 1:20,16    |
| 5     | ITA  | Francesca Marsaglia     | 1:20,40    |
| 6     | SUI  | Anne-Sophie Koehn       | 1:20,42    |

Datum: 6. März

### Super-G
| Platz | Land | Sportlerin          | Zeit (min) |
| ----- | ---- | ------------------- | ---------- |
| 1     | GER  | Viktoria Rebensburg | 1:19,80    |
| 2     | AUT  | Mariella Voglreiter | 1:20,88    |
| 3     | AUT  | Anna Fenninger      | 1:20,91    |
| 4     | AUT  | Ramona Siebenhofer  | 1:20,99    |
| 5     | ITA  | Federica Brignone   | 1:21,10    |
| 6     | GER  | Nicola Schmid       | 1:21,41    |

Datum: 4. März

### Riesenslalom
| Platz | Land | Sportlerin          | Zeit (min) |
| ----- | ---- | ------------------- | ---------- |
| 1     | GER  | Viktoria Rebensburg | 2:45,81    |
| 2     | LIE  | Tina Weirather      | 2:47,29    |
| 3     | AUT  | Karin Hackl         | 2:47,31    |
| 4     | NOR  | Mona Løseth         | 2:47,37    |
| 5     | FRA  | Olivia Bertrand     | 2:47,46    |
| 6     | AUT  | Anna Fenninger      | 2:47,74    |

Datum: 2. März

### Slalom
| Platz | Land | Sportlerin        | Zeit (min) |
| ----- | ---- | ----------------- | ---------- |
| 1     | SUI  | Denise Feierabend | 1:42,07    |
| 2     | AUT  | Bernadette Schild | 1:42,83    |
| 3     | NOR  | Nina Løseth       | 1:43,01    |
| 4     | NOR  | Mona Løseth       | 1:43,03    |
| 5     | GER  | Marianne Mair     | 1:43,09    |
| 6     | FIN  | Sanni Leinonen    | 1:43,20    |

Datum: 1. März

### Kombination
| Platz | Land | Sportlerin          | Punkte |
| ----- | ---- | ------------------- | ------ |
| 1     | ITA  | Federica Brignone   | 054,00 |
| 2     | AUT  | Karin Hackl         | 066,69 |
| 3     | ITA  | Elena Curtoni       | 095,09 |
| 4     | USA  | Julia Ford          | 141,43 |
| 5     | FRA  | Jennifer Piot       | 171,12 |
| 6     | RUS  | Anastassija Kedrina | 220,38 |

Datum: 6. März
Die Kombination besteht aus der Addition der Ergebnisse aus Abfahrt, Riesenslalom und Slalom.

## Medaillenspiegel
| Platz | Land               | Gold | Silber | Bronze | Gesamt |
| ----- | ------------------ | ---- | ------ | ------ | ------ |
| 1     | Italien            | 2    | 2      | 3      | 7      |
| 2     | Deutschland        | 2    | –      | –      | 2      |
| 2     | Frankreich         | 2    | –      | –      | 2      |
| 2     | Schweiz            | 2    | –      | –      | 2      |
| 5     | Österreich         | 1    | 5      | 4      | 10     |
| 6     | Norwegen           | 1    | 1      | 1      | 3      |
| 7     | Vereinigte Staaten | –    | 1      | 1      | 2      |
| 8     | Liechtenstein      | –    | 1      | –      | 1      |
| 9     | Finnland           | –    | –      | 1      | 1      |